# 安娜·奧米蘭
安娜·奧米蘭（1993年5月14日—），是一名前波兰殘疾游泳运动员，曾参加国际级赛事。奧米蘭兩次奪得欧洲殘疾游泳錦標賽獎牌，曾参加2008年夏季残奥会，但没有获得奖牌。
奧米蘭两岁时在一场事故中，小腿被割草机切断，導致她失去了左脚。